# Proporcionalidad por Coaliciones Sólidas
Proporcionalidad por Coaliciones Sólidas (PSC en inglés) es un criterio para los sistemas de voto con múltiples ganadores. Se dicen que es el requisito esencial para garantizar una representación proporcional de votantes.

## Coaliciones sólidas
Un conjunto de votantes V es una coalición sólida para un conjunto de candidatos C, si cada votante en V ordena cada candidato en C al frente de cada candidato que no es en C.
Deja n ser el número de votantes, k ser el número de escaños para ser llenados y j ser algunos enteros positivos.

## k{\displaystyle k}–PSC
{\displaystyle k}–PSC está definido con respetar a la cuota Hare {\displaystyle n/k}. Si V es una coalición sólida para C y el número de votantes en V es al menos j cuotas Hare, entonces al menos j candidatos de C tienen que ser elegidos (si C tiene menos de j candidatos en absoluto, entonces todos de ellos tienen que ser elegidos). Este criterio estuvo propuesto por Michael Dummett.

## k+1{\displaystyle k+1}–PSC
{\displaystyle k+1}–PSC está definido como {\displaystyle k}–PSC, pero con respeto al cuota Hagenbach-Bischoff en vez de la cuota Hare: el número de votantes en V tiene que superar j Hagenbach-Bischoff cuotas. Es una generalización  del criterio de mayoría en el sentido que  relaciona a grupos de candidatos soportados (coaliciones sólidas) en vez de justos un candidato, y puede haber más de un escaño para ser llenado. Porque algunos autores llaman la fracción n/(k+1) la cuota Droop, {\displaystyle k+1}–PSC también se conoce como criterio de proporcionalidad Droop.
Una implicación importante de proporcionalidad Droop es que una coalición sólida de mayoría siempre será capaz de elegir al menos la mitad de los escaños. Esto es porque una mayoría siempre es más que n/2 de los votantes, el cual es equivalente a un número de los votantes que superan la mitad de las cuotas Hagenbach-Bischoff ( hay (k+1) Hagenbach-Bischoff cuotas en una elección, porque (n/(k+1)) * (k+1) = n, así que (k+1)/2, el cual es la mitad de las cuotas * n/(k+1), el cual es la cuota , = n/2). 